# ارکستر سمفونی امننس
ارکستر سمفونی امننس (انگلیسی: Eminence Symphony Orchestra) که در سیدنی استرالیا تأسیس شده، یک ارکستر سمفونیک مستقل است که به اجرای موسیقی کلاسیک در بازی‌های ویدئویی، انیمه‌ها و همچنین موسیقی فیلم می‌پردازد.
ارکستر سمفونیک اِمِنِنس اولین ارکستر جهان است که برای پخش موسیقی انیمه و بازی، تشکیل شده‌است.

## تاریخچه
امننس در سال ۲۰۰۳ توسط گروه کوچکی از دوستان و به سرپرستی تکنواز خبرهٔ ویولن، هیروآکی یورا شکل گرفت. تفاوت در زمینه‌های فرهنگی بین این دوستان و همچنین تجربیات و مهارت‌های متفاوت آنها به اولین کنسرت آنها منجر می‌شود.
این گروه به ویژه بر موسیقی بازی‌های ویدیویی و انیمه‌های برجستهٔ ژاپنی تمرکز دارد. دیدگاه ارکستر «آمیختن چیزی برجسته، پویا و تازه به موسیقی کلاسیک» است. امننس آرزو می‌کند «موانع بین مخاطبان و نوازندگان را بشکند و ارکستر را در جامعه امروز زنده کند؛ به ویژه در بین جوانان».
با آن‌که امننس در قالب ارکستر سمفونیک فعالیت می‌کند، اما گاه به کنسرت‌هایی با دسته‌های کوچک‌تر نوازنده (سه تا پنج نوازنده)، تحت عنوان «هنرمندان امننس» می‌پردازد. اخیراً ارکستر، خدمات خود را در اختیار طیف گسترده‌ای از رسانه‌های سرگرمی مانند بازی‌های ویدئویی و انیمه‌ها قرار داده‌است؛ از جمله ضبط موسیقی برای بسیاری از ناشران و توسعه دهندگان برجستهٔ بازی‌های ویدئویی و همچنین برخی از موسیقی‌های فیلم.
گذشت زمان و شناخته شدن بیشتر امننس و فرصت‌های بسیاری که برای اجراها، ضبط و خدمات تولیدی در سایر کشورها به‌وجود آمده‌است، امکان تأسیس دفاتری در ایالات متحده و ژاپن را پدیدآورد. این مسئله، امکان کار بیشتر در کشورهای مزبور، به ویژه در ژاپن را تسهیل می‌کند. با این‌حال استرالیا همچنان پایگاه اصلی ارکستر است و بیشترین ضبط‌ها در سیدنی انجام می‌شود.